# Nogomet na Otočkim igrama 2009.
Ålandski otoci su 2009. bili domaćinima jedanaestog izdanja nogometnog turnira na Otočkim igrama.
Momčad Jerseya je osvojila svoj treći naslov prvaka.

## Natjecateljski sustav
Igralo se u dva dijela. U prvom dijelu se igralo u četirima skupinama po jednostrukom ligaškom sustavu, a u drugom dijelu natjecanja se igralo na ispadanje. Pobjednici skupina su odlazile u borbu za odličja, a ostali su se natjecali za poredak od 5. do 16. mjesta.

## Sudionici
Sudjelovalo je 16 momčadi.
| - Åland - Rodos - Jersey - Minorca - Frøya - Gibraltar - Grenland - Guernsey | - etlandski otoci - Saaremaa - Gotland - Vanjski Hebridi - Ynys Môn (Anglesey) - Wight - Man - Malvinsko otočje |

## Prvi dio natjecanja - po skupinama

### Skupina A
| Momčad            | Ut | Pb | N | Pz | Pos | Pri | RP | Bod |
| ----------------- | -- | -- | - | -- | --- | --- | -- | --- |
| Åland             | 3  | 2  | 1 | 0  | 7   | 4   | +3 | 7   |
| Minorca           | 3  | 1  | 2 | 0  | 9   | 3   | +6 | 5   |
| Grenland          | 3  | 1  | 0 | 2  | 5   | 11  | -6 | 3   |
| Shetlandski otoci | 3  | 0  | 1 | 2  | 4   | 7   | -3 | 1   |

| 28. lipnja 2009.                                                              |       |                         |  |
| Åland                                                                         | 4 : 2 | Grenland                |  |
| Petter Isaksson 16' David Welin 33' Alexander Weckstrom 42' André Karring 51' |       | Pavia Mølgaard 58', 90' |  |

| 28. lipnja 2009.               |       |                    |  |
| Shetlandski otoci              | 2 : 2 | Minorca            |  |
| Leighton Flaws 17', 63' (11 m) |       | David Mas 24', 33' |  |

| 29. lipnja 2009. |       |          |  |
| Minorca | 6 : 0 | Grenland |  |
| Alejandro Perez Palliser 22' Pere Rodriguez Prats 27' Gabriel Llabrés 38' Jordi Segui 73' David Mas 76' John Mercadal 90' |       |          |  |

| 29. lipnja 2009.  |       |                                           |  |
| Shetlandski otoci | 1 : 2 | Åland                                     |  |
| Duncan Bray 15'   |       | Alexander Weckstrom 5' Simon Snickars 48' |  |

| 30. lipnja 2009.        |       |                          |  |
| Åland                   | 1 : 1 | Minorca                  |  |
| Andreas Bjork 2' (11 m) |       | José Barranco 28' (11 m) |  |

| 30. lipnja 2009.                        |       |                    |  |
| Grenland                                | 3 : 1 | Shetlandski otoci  |  |
| Hans Knudsen 6' Pavia Mølgaard 65', 90' |       | Leighton Flaws 24' |  |

| Momčad    | Ut | Pb | N | Pz | Pos | Pri | RP  | Bod |
| --------- | -- | -- | - | -- | --- | --- | --- | --- |
| Guernsey  | 3  | 2  | 1 | 0  | 10  | 0   | +10 | 7   |
| Ynys Môn  | 3  | 2  | 0 | 1  | 6   | 3   | +3  | 6   |
| Gibraltar | 3  | 1  | 1 | 1  | 9   | 3   | +6  | 4   |
| Frøya     | 3  | 0  | 0 | 3  | 0   | 19  | -19 | 0   |

| 28. lipnja 2009. |       |          |  |
| Gibraltar        | 0 : 0 | Guernsey |  |
|                  |       |          |  |

| 28. lipnja 2009.                               |       |       |  |
| Ynys Môn                                       | 3 : 0 | Frøya |  |
| Edward Rhys Roberts 5' Melvin McGinnes 6', 80' |       |       |  |

| 29. lipnja 2009. |       |                              |  |
| Ynys Môn         | 0 : 2 | Guernsey                     |  |
|                  |       | Glyn Dyer 57' Ross Allen 84' |  |

| 29. lipnja 2009. |       |                                                                                                   |  |
| Frøya            | 0 : 8 | Gibraltar                                                                                         |  |
|                  |       | Lee Casciaro 25', 46', 56' Joseph Chipolina 42', 43' Jeremy Lopez 63', 86' Aaron Payas 90' (11 m) |  |

| 30. lipnja 2009. |       |                                                |  |
| Gibraltar        | 1 : 3 | Ynys Môn                                       |  |
| Al Greene 76'    |       | Melvin McGinnes 78' Mark Evans 88' (11 m), 90' |  |

| 30. lipnja 2009. |       | |  |
| Guernsey         | 8 : 0 | Frøya                                                                                               |  |
|                  |       | David Rihoy 7', 64', 65' Ross Allen 10' (11 m), 54', 70' Richard Meland 56' (ag) Joby Bourgaize 86' |  |

| Momčad   | Ut | Pb | N | Pz | Pos | Pri | RP | Bod |
| -------- | -- | -- | - | -- | --- | --- | -- | --- |
| Jersey   | 3  | 3  | 0 | 0  | 6   | 1   | +7 | 9   |
| Rodos    | 3  | 2  | 0 | 1  | 5   | 1   | +4 | 6   |
| Wight    | 3  | 1  | 0 | 2  | 6   | 7   | -1 | 3   |
| Saaremaa | 3  | 0  | 0 | 3  | 1   | 9   | -8 | 0   |

| 28. lipnja 2009.                          |       |       |  |
| Rodos                                     | 2 : 0 | Wight |  |
| Savvas Pafiakis 79' Antonis Georgalis 90' |       |       |  |

| 28. lipnja 2009. |       |               |  |
| Saaremaa         | 0 : 1 | Jersey        |  |
|                  |       | Mark Lucas 9' |  |

| 29. lipnja 2009. |       |                |  |
| Jersey           | 1 : 0 | Rodos          |  |
|                  |       | Ross Crick 40' |  |

| 29. lipnja 2009.                                                                                   |       |                        |  |
| Wight                                                                                              | 5 : 1 | Saaremaa               |  |
| Kristjan Leedo 22' (ag) Alexander Pezepolewski 41' Chris Elliot 45' (11 m) David Greening 65', 90' |       | Sander Laht 49' (11 m) |  |

| 30. lipnja 2009.                                                       |       |          |  |
| Rodos                                                                  | 3 : 0 | Saaremaa |  |
| Xipas Antunis 16' Antonis Georgalis 17' Eleftherios Mavromoustakos 51' |       |          |  |

| 30. lipnja 2009.                                                              |       |                   |  |
| Jersey                                                                        | 4 : 1 | Wight             |  |
| Ross Crick 10' Russell Le Feuvre 78' Jack Cannon 85' (11 m) Craig Russell 90' |       | Darren Powell 33' |  |

| Momčad           | Ut | Pb | N | Pz | Pos | Pri | RP | Bod |
| ---------------- | -- | -- | - | -- | --- | --- | -- | --- |
| Man              | 3  | 3  | 0 | 0  | 11  | 3   | +8 | 9   |
| Vanjski Hebridi  | 3  | 2  | 0 | 1  | 9   | 7   | +2 | 6   |
| Gotland          | 3  | 1  | 0 | 2  | 5   | 6   | -1 | 3   |
| Malvinsko otočje | 3  | 0  | 0 | 3  | 2   | 11  | -9 | 0   |

| 28. lipnja 2009.                          |       |                   |  |
| Vanjski Hebridi                           | 2 : 1 | Gotland           |  |
| David Angus Macmillan 5' Niall Gibson 90' |       | Kenneth Budin 49' |  |

| 28. lipnja 2009.   |       |                                         |  |
| Malvinsko otočje   | 1 : 2 | Man                                     |  |
| Nick Hurt 74' (ag) |       | Christopher Bass 22' Stephen Glover 62' |  |

| 29. lipnja 2009.                                                |       |                 |  |
| Man                                                             | 5 : 0 | Vanjski Hebridi |  |
| Christopher Bass 6', 65' Stephen Glover 16', 41' Jack McVey 90' |       |                 |  |

| 29. lipnja 2009.                         |       |                  |  |
| Gotland                                  | 2 : 0 | Malvinsko otočje |  |
| Andreas Kraft 55' Bjorn Nyman 80' (11 m) |       |                  |  |

| 30. lipnja 2009. |       |                  |  |
| Vanjski Hebridi | 7 : 1 | Malvinsko otočje |  |
| Niall Gibson 9' Hector Macphee 35' Donald Macphail 58', 88' John Morrison 73' (11 m) Martin Maclean 74' Andrew Murray 90' |       | Mark Lennon 49'  |  |

| 30. lipnja 2009.                                         |       |                    |  |
| Man                                                      | 4 : 2 | Gotland            |  |
| Callum Morrissey 19', 45' Kevin Megson 36' Nick Hurt 42' |       | Andreas Kraft 5' ? |  |

| 2. srpnja 2009.  |       |                                                        |  |
| Frøya            | 1 : 3 | Malvinsko otočje                                       |  |
| Wayne Clement 5' |       | Richard Meland 39' Martin Gaaso 52' Joran Adolfsen 68' |  |

| 2. srpnja 2009.            |       |                       |  |
| Shetlandski otoci          | 3 : 2 | Saaremaa              |  |
| Erik Thomson 33', 88', 91' |       | Umas Rajaver 42', 56' |  |

| 2. srpnja 2009.                                              |       |                                                   |  |
| Gotland                                                      | 4 : 3 | Grenland                                          |  |
| Peter Ohman 10', 15' Emil Segerlund 22' Andrean Lindblom 53' |       | Peri Fleischer 17', 68' Kaati Lund Mathiassen 44' |  |

| 3. srpnja 2009.                     |       |       |  |
| Gibraltar                           | 3 : 0 | Wight |  |
| Lee Casciaro 21', '63 Al Greene 76' |       |       |  |

| 3. srpnja 2009.                                    |       |                    |  |
| Minorca                                            | 4 : 1 | Vanjski Hebridi    |  |
| Marc Pons 18' John Mercadal 36', '75 David Mas 90' |       | Hector MacPhee 56' |  |

| 3. srpnja 2009.                                                             |       |          |  |
| Rodos                                                                       | 4 : 0 | Ynys Môn |  |
| Theoharis Moshis 30' Eleftherios Mavromoustakos 37' Michail Manias 43', '84 |       |          |  |

| 2. srpnja 2009.     |       |                                             |  |
| Man                 | 1 : 2 | Åland                                       |  |
| Calum Morrissey 24' |       | Alexander Weckstrom 45' Jimmy Sundman 90+3' |  |

| 2. srpnja 2009. |       |                               |  |
| Guernsey        | 0 : 2 | Jersey                        |  |
|                 |       | Ross Crick 38' Mark Lucas 90' |  |

| 3. srpnja 2009. |       |                                                             |  |
| Man             | 0 : 5 | Guernsey                                                    |  |
|                 |       | Craig Young 34' Simon Tostevin 68', '86, '90 Ross Allen 83' |  |

| 3. srpnja 2009.   |       |                                        |  |
| Åland             | 1 : 2 | Jersey                                 |  |
| Andreas Bjork 84' |       | Jean-Paul Martyn 18' Chris Andrews 54' |  |

| Prvaci na Otočkim igrama 2007. |
| ------------------------------ |
| Jersey Treći naslov            |

| 5 pogodaka - Lee Casciaro - Ross Allen 4 pogotka - Pavia Mølgaard - David Mas 3 pogotka - Melvin McGinnes - Andreas Kraft - Dave Rihoy - Simon Tostevin - Stephen Glover - Calum Morrissey - Alexander Weckström - Leighton Flaws - Erik Thomson | 2 pogotka - Marc Evans - Donald Macphail - Niall Gibson - Hector Macphee - Joseph Chipolina - Jeremy Lopez - Al Greene - Peter Öhman - Peri Fleischer - Ross Crick - Mark Lucas - Alejandro Pérez Palliser - John Mercadal - Kevin Megson - Christopher Bass - David Greening - Andreas Björk - Eleftherios Mavromoustakos - Antonis Georgalis - Michail Manias - Sander Laht - Urmas Rajaver | 1 pogodak - Edward Rhys Roberts - David Angus Macmillan - John Morrison - Martin Maclean - Andrew Murray - Richard Meland - Martin Gaaso - Joran Adolfsen - Aaron Payas - Kenneth Budin - Björn Nyman - Emil Segerlund - Adrean Lindblom - Craig Young - Glyn Dyer - Sam Cochrane - Joby Bourgaize - Hans Knudsen - Kaali Lund Mathiassen - Jack McVey - Nick Hurt | - Aleksander Pezespolewski - Chris Elliott - Darren Powell - Petter Isaksson - David Welin - Simon Snickars - André Karring - Jimmy Sundman - Doug Clark - Mark Lennon - Wayne Clement - Duncan Bray - Russell Le Feuvre - Craig Russell - Jack Cannon - Jean-Paul Martyn - Chris Andrews - Pere Rodriguez Prats - Jordi Seguí - John Mercadal - José Barranco - Marc Pons - Gabriel Llabrés - Xipas Antunis - Savvas Pafiakis - Theoharis Moshis autogolovi - Richard Meland (za Guernsey) - Nick Hurt (za Malvinsko otočje) - Kristjan Leedo (za Wight) |

| Nogomet na Otočkim igrama                                                             | Nogomet na Otočkim igrama |
| ------------------------------------------------------------------------------------- | ------------------------- |
|                                                                                       |                           |
| 1989. • 1991. • 1993. • 1995. • 1997. • 1999. • 2001. • 2003. • 2005. • 2007. • 2009. |                           |

| Nogomet na Otočkim igrama                                                             | Nogomet na Otočkim igrama |
| ------------------------------------------------------------------------------------- | ------------------------- |
|                                                                                       |                           |
| 1989. • 1991. • 1993. • 1995. • 1997. • 1999. • 2001. • 2003. • 2005. • 2007. • 2009. |                           |

| Momčad           | Ut | Pb | N | Pz | Pos | Pri | RP | Bod |
| ---------------- | -- | -- | - | -- | --- | --- | -- | --- |
| Man              | 3  | 3  | 0 | 0  | 11  | 3   | +8 | 9   |
| Vanjski Hebridi  | 3  | 2  | 0 | 1  | 9   | 7   | +2 | 6   |
| Gotland          | 3  | 1  | 0 | 2  | 5   | 6   | -1 | 3   |
| Malvinsko otočje | 3  | 0  | 0 | 3  | 2   | 11  | -9 | 0   |

| 28. lipnja 2009.                          |       |                   |  |
| Vanjski Hebridi                           | 2 : 1 | Gotland           |  |
| David Angus Macmillan 5' Niall Gibson 90' |       | Kenneth Budin 49' |  |

| 28. lipnja 2009.   |       |                                         |  |
| Malvinsko otočje   | 1 : 2 | Man                                     |  |
| Nick Hurt 74' (ag) |       | Christopher Bass 22' Stephen Glover 62' |  |

| 29. lipnja 2009.                                                |       |                 |  |
| Man                                                             | 5 : 0 | Vanjski Hebridi |  |
| Christopher Bass 6', 65' Stephen Glover 16', 41' Jack McVey 90' |       |                 |  |

| 29. lipnja 2009.                         |       |                  |  |
| Gotland                                  | 2 : 0 | Malvinsko otočje |  |
| Andreas Kraft 55' Bjorn Nyman 80' (11 m) |       |                  |  |

| 30. lipnja 2009. |       |                  |  |
| Vanjski Hebridi | 7 : 1 | Malvinsko otočje |  |
| Niall Gibson 9' Hector Macphee 35' Donald Macphail 58', 88' John Morrison 73' (11 m) Martin Maclean 74' Andrew Murray 90' |       | Mark Lennon 49'  |  |

| 30. lipnja 2009.                                         |       |                    |  |
| Man                                                      | 4 : 2 | Gotland            |  |
| Callum Morrissey 19', 45' Kevin Megson 36' Nick Hurt 42' |       | Andreas Kraft 5' ? |  |

| 2. srpnja 2009.  |       |                                                        |  |
| Frøya            | 1 : 3 | Malvinsko otočje                                       |  |
| Wayne Clement 5' |       | Richard Meland 39' Martin Gaaso 52' Joran Adolfsen 68' |  |

| 2. srpnja 2009.            |       |                       |  |
| Shetlandski otoci          | 3 : 2 | Saaremaa              |  |
| Erik Thomson 33', 88', 91' |       | Umas Rajaver 42', 56' |  |

| 2. srpnja 2009.                                              |       |                                                   |  |
| Gotland                                                      | 4 : 3 | Grenland                                          |  |
| Peter Ohman 10', 15' Emil Segerlund 22' Andrean Lindblom 53' |       | Peri Fleischer 17', 68' Kaati Lund Mathiassen 44' |  |

| 3. srpnja 2009.                     |       |       |  |
| Gibraltar                           | 3 : 0 | Wight |  |
| Lee Casciaro 21', '63 Al Greene 76' |       |       |  |

| 3. srpnja 2009.                                    |       |                    |  |
| Minorca                                            | 4 : 1 | Vanjski Hebridi    |  |
| Marc Pons 18' John Mercadal 36', '75 David Mas 90' |       | Hector MacPhee 56' |  |

| 3. srpnja 2009.                                                             |       |          |  |
| Rodos                                                                       | 4 : 0 | Ynys Môn |  |
| Theoharis Moshis 30' Eleftherios Mavromoustakos 37' Michail Manias 43', '84 |       |          |  |

| 2. srpnja 2009.     |       |                                             |  |
| Man                 | 1 : 2 | Åland                                       |  |
| Calum Morrissey 24' |       | Alexander Weckstrom 45' Jimmy Sundman 90+3' |  |

| 2. srpnja 2009. |       |                               |  |
| Guernsey        | 0 : 2 | Jersey                        |  |
|                 |       | Ross Crick 38' Mark Lucas 90' |  |

| 3. srpnja 2009. |       |                                                             |  |
| Man             | 0 : 5 | Guernsey                                                    |  |
|                 |       | Craig Young 34' Simon Tostevin 68', '86, '90 Ross Allen 83' |  |

| 3. srpnja 2009.   |       |                                        |  |
| Åland             | 1 : 2 | Jersey                                 |  |
| Andreas Bjork 84' |       | Jean-Paul Martyn 18' Chris Andrews 54' |  |

| Prvaci na Otočkim igrama 2007. |
| ------------------------------ |
| Jersey Treći naslov            |

| 5 pogodaka - Lee Casciaro - Ross Allen 4 pogotka - Pavia Mølgaard - David Mas 3 pogotka - Melvin McGinnes - Andreas Kraft - Dave Rihoy - Simon Tostevin - Stephen Glover - Calum Morrissey - Alexander Weckström - Leighton Flaws - Erik Thomson | 2 pogotka - Marc Evans - Donald Macphail - Niall Gibson - Hector Macphee - Joseph Chipolina - Jeremy Lopez - Al Greene - Peter Öhman - Peri Fleischer - Ross Crick - Mark Lucas - Alejandro Pérez Palliser - John Mercadal - Kevin Megson - Christopher Bass - David Greening - Andreas Björk - Eleftherios Mavromoustakos - Antonis Georgalis - Michail Manias - Sander Laht - Urmas Rajaver | 1 pogodak - Edward Rhys Roberts - David Angus Macmillan - John Morrison - Martin Maclean - Andrew Murray - Richard Meland - Martin Gaaso - Joran Adolfsen - Aaron Payas - Kenneth Budin - Björn Nyman - Emil Segerlund - Adrean Lindblom - Craig Young - Glyn Dyer - Sam Cochrane - Joby Bourgaize - Hans Knudsen - Kaali Lund Mathiassen - Jack McVey - Nick Hurt | - Aleksander Pezespolewski - Chris Elliott - Darren Powell - Petter Isaksson - David Welin - Simon Snickars - André Karring - Jimmy Sundman - Doug Clark - Mark Lennon - Wayne Clement - Duncan Bray - Russell Le Feuvre - Craig Russell - Jack Cannon - Jean-Paul Martyn - Chris Andrews - Pere Rodriguez Prats - Jordi Seguí - John Mercadal - José Barranco - Marc Pons - Gabriel Llabrés - Xipas Antunis - Savvas Pafiakis - Theoharis Moshis autogolovi - Richard Meland (za Guernsey) - Nick Hurt (za Malvinsko otočje) - Kristjan Leedo (za Wight) |

| Nogomet na Otočkim igrama                                                             | Nogomet na Otočkim igrama |
| ------------------------------------------------------------------------------------- | ------------------------- |
|                                                                                       |                           |
| 1989. • 1991. • 1993. • 1995. • 1997. • 1999. • 2001. • 2003. • 2005. • 2007. • 2009. |                           |

| Nogomet na Otočkim igrama                                                             | Nogomet na Otočkim igrama |
| ------------------------------------------------------------------------------------- | ------------------------- |
|                                                                                       |                           |
| 1989. • 1991. • 1993. • 1995. • 1997. • 1999. • 2001. • 2003. • 2005. • 2007. • 2009. |                           |

| Momčad   | Ut | Pb | N | Pz | Pos | Pri | RP | Bod |
| -------- | -- | -- | - | -- | --- | --- | -- | --- |
| Jersey   | 3  | 3  | 0 | 0  | 6   | 1   | +7 | 9   |
| Rodos    | 3  | 2  | 0 | 1  | 5   | 1   | +4 | 6   |
| Wight    | 3  | 1  | 0 | 2  | 6   | 7   | -1 | 3   |
| Saaremaa | 3  | 0  | 0 | 3  | 1   | 9   | -8 | 0   |

| 28. lipnja 2009.                          |       |       |  |
| Rodos                                     | 2 : 0 | Wight |  |
| Savvas Pafiakis 79' Antonis Georgalis 90' |       |       |  |

| 28. lipnja 2009. |       |               |  |
| Saaremaa         | 0 : 1 | Jersey        |  |
|                  |       | Mark Lucas 9' |  |

| 29. lipnja 2009. |       |                |  |
| Jersey           | 1 : 0 | Rodos          |  |
|                  |       | Ross Crick 40' |  |

| 29. lipnja 2009.                                                                                   |       |                        |  |
| Wight                                                                                              | 5 : 1 | Saaremaa               |  |
| Kristjan Leedo 22' (ag) Alexander Pezepolewski 41' Chris Elliot 45' (11 m) David Greening 65', 90' |       | Sander Laht 49' (11 m) |  |

| 30. lipnja 2009.                                                       |       |          |  |
| Rodos                                                                  | 3 : 0 | Saaremaa |  |
| Xipas Antunis 16' Antonis Georgalis 17' Eleftherios Mavromoustakos 51' |       |          |  |

| 30. lipnja 2009.                                                              |       |                   |  |
| Jersey                                                                        | 4 : 1 | Wight             |  |
| Ross Crick 10' Russell Le Feuvre 78' Jack Cannon 85' (11 m) Craig Russell 90' |       | Darren Powell 33' |  |

| Momčad           | Ut | Pb | N | Pz | Pos | Pri | RP | Bod |
| ---------------- | -- | -- | - | -- | --- | --- | -- | --- |
| Man              | 3  | 3  | 0 | 0  | 11  | 3   | +8 | 9   |
| Vanjski Hebridi  | 3  | 2  | 0 | 1  | 9   | 7   | +2 | 6   |
| Gotland          | 3  | 1  | 0 | 2  | 5   | 6   | -1 | 3   |
| Malvinsko otočje | 3  | 0  | 0 | 3  | 2   | 11  | -9 | 0   |

| 28. lipnja 2009.                          |       |                   |  |
| Vanjski Hebridi                           | 2 : 1 | Gotland           |  |
| David Angus Macmillan 5' Niall Gibson 90' |       | Kenneth Budin 49' |  |

| 28. lipnja 2009.   |       |                                         |  |
| Malvinsko otočje   | 1 : 2 | Man                                     |  |
| Nick Hurt 74' (ag) |       | Christopher Bass 22' Stephen Glover 62' |  |

| 29. lipnja 2009.                                                |       |                 |  |
| Man                                                             | 5 : 0 | Vanjski Hebridi |  |
| Christopher Bass 6', 65' Stephen Glover 16', 41' Jack McVey 90' |       |                 |  |

| 29. lipnja 2009.                         |       |                  |  |
| Gotland                                  | 2 : 0 | Malvinsko otočje |  |
| Andreas Kraft 55' Bjorn Nyman 80' (11 m) |       |                  |  |

| 30. lipnja 2009. |       |                  |  |
| Vanjski Hebridi | 7 : 1 | Malvinsko otočje |  |
| Niall Gibson 9' Hector Macphee 35' Donald Macphail 58', 88' John Morrison 73' (11 m) Martin Maclean 74' Andrew Murray 90' |       | Mark Lennon 49'  |  |

| 30. lipnja 2009.                                         |       |                    |  |
| Man                                                      | 4 : 2 | Gotland            |  |
| Callum Morrissey 19', 45' Kevin Megson 36' Nick Hurt 42' |       | Andreas Kraft 5' ? |  |

| 2. srpnja 2009.  |       |                                                        |  |
| Frøya            | 1 : 3 | Malvinsko otočje                                       |  |
| Wayne Clement 5' |       | Richard Meland 39' Martin Gaaso 52' Joran Adolfsen 68' |  |

| 2. srpnja 2009.            |       |                       |  |
| Shetlandski otoci          | 3 : 2 | Saaremaa              |  |
| Erik Thomson 33', 88', 91' |       | Umas Rajaver 42', 56' |  |

| 2. srpnja 2009.                                              |       |                                                   |  |
| Gotland                                                      | 4 : 3 | Grenland                                          |  |
| Peter Ohman 10', 15' Emil Segerlund 22' Andrean Lindblom 53' |       | Peri Fleischer 17', 68' Kaati Lund Mathiassen 44' |  |

| 3. srpnja 2009.                     |       |       |  |
| Gibraltar                           | 3 : 0 | Wight |  |
| Lee Casciaro 21', '63 Al Greene 76' |       |       |  |

| 3. srpnja 2009.                                    |       |                    |  |
| Minorca                                            | 4 : 1 | Vanjski Hebridi    |  |
| Marc Pons 18' John Mercadal 36', '75 David Mas 90' |       | Hector MacPhee 56' |  |

| 3. srpnja 2009.                                                             |       |          |  |
| Rodos                                                                       | 4 : 0 | Ynys Môn |  |
| Theoharis Moshis 30' Eleftherios Mavromoustakos 37' Michail Manias 43', '84 |       |          |  |

| 2. srpnja 2009.     |       |                                             |  |
| Man                 | 1 : 2 | Åland                                       |  |
| Calum Morrissey 24' |       | Alexander Weckstrom 45' Jimmy Sundman 90+3' |  |

| 2. srpnja 2009. |       |                               |  |
| Guernsey        | 0 : 2 | Jersey                        |  |
|                 |       | Ross Crick 38' Mark Lucas 90' |  |

| 3. srpnja 2009. |       |                                                             |  |
| Man             | 0 : 5 | Guernsey                                                    |  |
|                 |       | Craig Young 34' Simon Tostevin 68', '86, '90 Ross Allen 83' |  |

| 3. srpnja 2009.   |       |                                        |  |
| Åland             | 1 : 2 | Jersey                                 |  |
| Andreas Bjork 84' |       | Jean-Paul Martyn 18' Chris Andrews 54' |  |

| Prvaci na Otočkim igrama 2007. |
| ------------------------------ |
| Jersey Treći naslov            |

| 5 pogodaka - Lee Casciaro - Ross Allen 4 pogotka - Pavia Mølgaard - David Mas 3 pogotka - Melvin McGinnes - Andreas Kraft - Dave Rihoy - Simon Tostevin - Stephen Glover - Calum Morrissey - Alexander Weckström - Leighton Flaws - Erik Thomson | 2 pogotka - Marc Evans - Donald Macphail - Niall Gibson - Hector Macphee - Joseph Chipolina - Jeremy Lopez - Al Greene - Peter Öhman - Peri Fleischer - Ross Crick - Mark Lucas - Alejandro Pérez Palliser - John Mercadal - Kevin Megson - Christopher Bass - David Greening - Andreas Björk - Eleftherios Mavromoustakos - Antonis Georgalis - Michail Manias - Sander Laht - Urmas Rajaver | 1 pogodak - Edward Rhys Roberts - David Angus Macmillan - John Morrison - Martin Maclean - Andrew Murray - Richard Meland - Martin Gaaso - Joran Adolfsen - Aaron Payas - Kenneth Budin - Björn Nyman - Emil Segerlund - Adrean Lindblom - Craig Young - Glyn Dyer - Sam Cochrane - Joby Bourgaize - Hans Knudsen - Kaali Lund Mathiassen - Jack McVey - Nick Hurt | - Aleksander Pezespolewski - Chris Elliott - Darren Powell - Petter Isaksson - David Welin - Simon Snickars - André Karring - Jimmy Sundman - Doug Clark - Mark Lennon - Wayne Clement - Duncan Bray - Russell Le Feuvre - Craig Russell - Jack Cannon - Jean-Paul Martyn - Chris Andrews - Pere Rodriguez Prats - Jordi Seguí - John Mercadal - José Barranco - Marc Pons - Gabriel Llabrés - Xipas Antunis - Savvas Pafiakis - Theoharis Moshis autogolovi - Richard Meland (za Guernsey) - Nick Hurt (za Malvinsko otočje) - Kristjan Leedo (za Wight) |

| Nogomet na Otočkim igrama                                                             | Nogomet na Otočkim igrama |
| ------------------------------------------------------------------------------------- | ------------------------- |
|                                                                                       |                           |
| 1989. • 1991. • 1993. • 1995. • 1997. • 1999. • 2001. • 2003. • 2005. • 2007. • 2009. |                           |

| Nogomet na Otočkim igrama                                                             | Nogomet na Otočkim igrama |
| ------------------------------------------------------------------------------------- | ------------------------- |
|                                                                                       |                           |
| 1989. • 1991. • 1993. • 1995. • 1997. • 1999. • 2001. • 2003. • 2005. • 2007. • 2009. |                           |

| Momčad           | Ut | Pb | N | Pz | Pos | Pri | RP | Bod |
| ---------------- | -- | -- | - | -- | --- | --- | -- | --- |
| Man              | 3  | 3  | 0 | 0  | 11  | 3   | +8 | 9   |
| Vanjski Hebridi  | 3  | 2  | 0 | 1  | 9   | 7   | +2 | 6   |
| Gotland          | 3  | 1  | 0 | 2  | 5   | 6   | -1 | 3   |
| Malvinsko otočje | 3  | 0  | 0 | 3  | 2   | 11  | -9 | 0   |

| 28. lipnja 2009.                          |       |                   |  |
| Vanjski Hebridi                           | 2 : 1 | Gotland           |  |
| David Angus Macmillan 5' Niall Gibson 90' |       | Kenneth Budin 49' |  |

| 28. lipnja 2009.   |       |                                         |  |
| Malvinsko otočje   | 1 : 2 | Man                                     |  |
| Nick Hurt 74' (ag) |       | Christopher Bass 22' Stephen Glover 62' |  |

| 29. lipnja 2009.                                                |       |                 |  |
| Man                                                             | 5 : 0 | Vanjski Hebridi |  |
| Christopher Bass 6', 65' Stephen Glover 16', 41' Jack McVey 90' |       |                 |  |

| 29. lipnja 2009.                         |       |                  |  |
| Gotland                                  | 2 : 0 | Malvinsko otočje |  |
| Andreas Kraft 55' Bjorn Nyman 80' (11 m) |       |                  |  |

| 30. lipnja 2009. |       |                  |  |
| Vanjski Hebridi | 7 : 1 | Malvinsko otočje |  |
| Niall Gibson 9' Hector Macphee 35' Donald Macphail 58', 88' John Morrison 73' (11 m) Martin Maclean 74' Andrew Murray 90' |       | Mark Lennon 49'  |  |

| 30. lipnja 2009.                                         |       |                    |  |
| Man                                                      | 4 : 2 | Gotland            |  |
| Callum Morrissey 19', 45' Kevin Megson 36' Nick Hurt 42' |       | Andreas Kraft 5' ? |  |

| 2. srpnja 2009.  |       |                                                        |  |
| Frøya            | 1 : 3 | Malvinsko otočje                                       |  |
| Wayne Clement 5' |       | Richard Meland 39' Martin Gaaso 52' Joran Adolfsen 68' |  |

| 2. srpnja 2009.            |       |                       |  |
| Shetlandski otoci          | 3 : 2 | Saaremaa              |  |
| Erik Thomson 33', 88', 91' |       | Umas Rajaver 42', 56' |  |

| 2. srpnja 2009.                                              |       |                                                   |  |
| Gotland                                                      | 4 : 3 | Grenland                                          |  |
| Peter Ohman 10', 15' Emil Segerlund 22' Andrean Lindblom 53' |       | Peri Fleischer 17', 68' Kaati Lund Mathiassen 44' |  |

| 3. srpnja 2009.                     |       |       |  |
| Gibraltar                           | 3 : 0 | Wight |  |
| Lee Casciaro 21', '63 Al Greene 76' |       |       |  |

| 3. srpnja 2009.                                    |       |                    |  |
| Minorca                                            | 4 : 1 | Vanjski Hebridi    |  |
| Marc Pons 18' John Mercadal 36', '75 David Mas 90' |       | Hector MacPhee 56' |  |

| 3. srpnja 2009.                                                             |       |          |  |
| Rodos                                                                       | 4 : 0 | Ynys Môn |  |
| Theoharis Moshis 30' Eleftherios Mavromoustakos 37' Michail Manias 43', '84 |       |          |  |

| 2. srpnja 2009.     |       |                                             |  |
| Man                 | 1 : 2 | Åland                                       |  |
| Calum Morrissey 24' |       | Alexander Weckstrom 45' Jimmy Sundman 90+3' |  |

| 2. srpnja 2009. |       |                               |  |
| Guernsey        | 0 : 2 | Jersey                        |  |
|                 |       | Ross Crick 38' Mark Lucas 90' |  |

| 3. srpnja 2009. |       |                                                             |  |
| Man             | 0 : 5 | Guernsey                                                    |  |
|                 |       | Craig Young 34' Simon Tostevin 68', '86, '90 Ross Allen 83' |  |

| 3. srpnja 2009.   |       |                                        |  |
| Åland             | 1 : 2 | Jersey                                 |  |
| Andreas Bjork 84' |       | Jean-Paul Martyn 18' Chris Andrews 54' |  |

| Prvaci na Otočkim igrama 2007. |
| ------------------------------ |
| Jersey Treći naslov            |

| 5 pogodaka - Lee Casciaro - Ross Allen 4 pogotka - Pavia Mølgaard - David Mas 3 pogotka - Melvin McGinnes - Andreas Kraft - Dave Rihoy - Simon Tostevin - Stephen Glover - Calum Morrissey - Alexander Weckström - Leighton Flaws - Erik Thomson | 2 pogotka - Marc Evans - Donald Macphail - Niall Gibson - Hector Macphee - Joseph Chipolina - Jeremy Lopez - Al Greene - Peter Öhman - Peri Fleischer - Ross Crick - Mark Lucas - Alejandro Pérez Palliser - John Mercadal - Kevin Megson - Christopher Bass - David Greening - Andreas Björk - Eleftherios Mavromoustakos - Antonis Georgalis - Michail Manias - Sander Laht - Urmas Rajaver | 1 pogodak - Edward Rhys Roberts - David Angus Macmillan - John Morrison - Martin Maclean - Andrew Murray - Richard Meland - Martin Gaaso - Joran Adolfsen - Aaron Payas - Kenneth Budin - Björn Nyman - Emil Segerlund - Adrean Lindblom - Craig Young - Glyn Dyer - Sam Cochrane - Joby Bourgaize - Hans Knudsen - Kaali Lund Mathiassen - Jack McVey - Nick Hurt | - Aleksander Pezespolewski - Chris Elliott - Darren Powell - Petter Isaksson - David Welin - Simon Snickars - André Karring - Jimmy Sundman - Doug Clark - Mark Lennon - Wayne Clement - Duncan Bray - Russell Le Feuvre - Craig Russell - Jack Cannon - Jean-Paul Martyn - Chris Andrews - Pere Rodriguez Prats - Jordi Seguí - John Mercadal - José Barranco - Marc Pons - Gabriel Llabrés - Xipas Antunis - Savvas Pafiakis - Theoharis Moshis autogolovi - Richard Meland (za Guernsey) - Nick Hurt (za Malvinsko otočje) - Kristjan Leedo (za Wight) |

| Nogomet na Otočkim igrama                                                             | Nogomet na Otočkim igrama |
| ------------------------------------------------------------------------------------- | ------------------------- |
|                                                                                       |                           |
| 1989. • 1991. • 1993. • 1995. • 1997. • 1999. • 2001. • 2003. • 2005. • 2007. • 2009. |                           |

| Nogomet na Otočkim igrama                                                             | Nogomet na Otočkim igrama |
| ------------------------------------------------------------------------------------- | ------------------------- |
|                                                                                       |                           |
| 1989. • 1991. • 1993. • 1995. • 1997. • 1999. • 2001. • 2003. • 2005. • 2007. • 2009. |                           |

| Momčad    | Ut | Pb | N | Pz | Pos | Pri | RP  | Bod |
| --------- | -- | -- | - | -- | --- | --- | --- | --- |
| Guernsey  | 3  | 2  | 1 | 0  | 10  | 0   | +10 | 7   |
| Ynys Môn  | 3  | 2  | 0 | 1  | 6   | 3   | +3  | 6   |
| Gibraltar | 3  | 1  | 1 | 1  | 9   | 3   | +6  | 4   |
| Frøya     | 3  | 0  | 0 | 3  | 0   | 19  | -19 | 0   |

| 28. lipnja 2009. |       |          |  |
| Gibraltar        | 0 : 0 | Guernsey |  |
|                  |       |          |  |

| 28. lipnja 2009.                               |       |       |  |
| Ynys Môn                                       | 3 : 0 | Frøya |  |
| Edward Rhys Roberts 5' Melvin McGinnes 6', 80' |       |       |  |

| 29. lipnja 2009. |       |                              |  |
| Ynys Môn         | 0 : 2 | Guernsey                     |  |
|                  |       | Glyn Dyer 57' Ross Allen 84' |  |

| 29. lipnja 2009. |       |                                                                                                   |  |
| Frøya            | 0 : 8 | Gibraltar                                                                                         |  |
|                  |       | Lee Casciaro 25', 46', 56' Joseph Chipolina 42', 43' Jeremy Lopez 63', 86' Aaron Payas 90' (11 m) |  |

| 30. lipnja 2009. |       |                                                |  |
| Gibraltar        | 1 : 3 | Ynys Môn                                       |  |
| Al Greene 76'    |       | Melvin McGinnes 78' Mark Evans 88' (11 m), 90' |  |

| 30. lipnja 2009. |       | |  |
| Guernsey         | 8 : 0 | Frøya                                                                                               |  |
|                  |       | David Rihoy 7', 64', 65' Ross Allen 10' (11 m), 54', 70' Richard Meland 56' (ag) Joby Bourgaize 86' |  |

| Momčad   | Ut | Pb | N | Pz | Pos | Pri | RP | Bod |
| -------- | -- | -- | - | -- | --- | --- | -- | --- |
| Jersey   | 3  | 3  | 0 | 0  | 6   | 1   | +7 | 9   |
| Rodos    | 3  | 2  | 0 | 1  | 5   | 1   | +4 | 6   |
| Wight    | 3  | 1  | 0 | 2  | 6   | 7   | -1 | 3   |
| Saaremaa | 3  | 0  | 0 | 3  | 1   | 9   | -8 | 0   |

| 28. lipnja 2009.                          |       |       |  |
| Rodos                                     | 2 : 0 | Wight |  |
| Savvas Pafiakis 79' Antonis Georgalis 90' |       |       |  |

| 28. lipnja 2009. |       |               |  |
| Saaremaa         | 0 : 1 | Jersey        |  |
|                  |       | Mark Lucas 9' |  |

| 29. lipnja 2009. |       |                |  |
| Jersey           | 1 : 0 | Rodos          |  |
|                  |       | Ross Crick 40' |  |

| 29. lipnja 2009.                                                                                   |       |                        |  |
| Wight                                                                                              | 5 : 1 | Saaremaa               |  |
| Kristjan Leedo 22' (ag) Alexander Pezepolewski 41' Chris Elliot 45' (11 m) David Greening 65', 90' |       | Sander Laht 49' (11 m) |  |

| 30. lipnja 2009.                                                       |       |          |  |
| Rodos                                                                  | 3 : 0 | Saaremaa |  |
| Xipas Antunis 16' Antonis Georgalis 17' Eleftherios Mavromoustakos 51' |       |          |  |

| 30. lipnja 2009.                                                              |       |                   |  |
| Jersey                                                                        | 4 : 1 | Wight             |  |
| Ross Crick 10' Russell Le Feuvre 78' Jack Cannon 85' (11 m) Craig Russell 90' |       | Darren Powell 33' |  |

| Momčad           | Ut | Pb | N | Pz | Pos | Pri | RP | Bod |
| ---------------- | -- | -- | - | -- | --- | --- | -- | --- |
| Man              | 3  | 3  | 0 | 0  | 11  | 3   | +8 | 9   |
| Vanjski Hebridi  | 3  | 2  | 0 | 1  | 9   | 7   | +2 | 6   |
| Gotland          | 3  | 1  | 0 | 2  | 5   | 6   | -1 | 3   |
| Malvinsko otočje | 3  | 0  | 0 | 3  | 2   | 11  | -9 | 0   |

| 28. lipnja 2009.                          |       |                   |  |
| Vanjski Hebridi                           | 2 : 1 | Gotland           |  |
| David Angus Macmillan 5' Niall Gibson 90' |       | Kenneth Budin 49' |  |

| 28. lipnja 2009.   |       |                                         |  |
| Malvinsko otočje   | 1 : 2 | Man                                     |  |
| Nick Hurt 74' (ag) |       | Christopher Bass 22' Stephen Glover 62' |  |

| 29. lipnja 2009.                                                |       |                 |  |
| Man                                                             | 5 : 0 | Vanjski Hebridi |  |
| Christopher Bass 6', 65' Stephen Glover 16', 41' Jack McVey 90' |       |                 |  |

| 29. lipnja 2009.                         |       |                  |  |
| Gotland                                  | 2 : 0 | Malvinsko otočje |  |
| Andreas Kraft 55' Bjorn Nyman 80' (11 m) |       |                  |  |

| 30. lipnja 2009. |       |                  |  |
| Vanjski Hebridi | 7 : 1 | Malvinsko otočje |  |
| Niall Gibson 9' Hector Macphee 35' Donald Macphail 58', 88' John Morrison 73' (11 m) Martin Maclean 74' Andrew Murray 90' |       | Mark Lennon 49'  |  |

| 30. lipnja 2009.                                         |       |                    |  |
| Man                                                      | 4 : 2 | Gotland            |  |
| Callum Morrissey 19', 45' Kevin Megson 36' Nick Hurt 42' |       | Andreas Kraft 5' ? |  |

| 2. srpnja 2009.  |       |                                                        |  |
| Frøya            | 1 : 3 | Malvinsko otočje                                       |  |
| Wayne Clement 5' |       | Richard Meland 39' Martin Gaaso 52' Joran Adolfsen 68' |  |

| 2. srpnja 2009.            |       |                       |  |
| Shetlandski otoci          | 3 : 2 | Saaremaa              |  |
| Erik Thomson 33', 88', 91' |       | Umas Rajaver 42', 56' |  |

| 2. srpnja 2009.                                              |       |                                                   |  |
| Gotland                                                      | 4 : 3 | Grenland                                          |  |
| Peter Ohman 10', 15' Emil Segerlund 22' Andrean Lindblom 53' |       | Peri Fleischer 17', 68' Kaati Lund Mathiassen 44' |  |

| 3. srpnja 2009.                     |       |       |  |
| Gibraltar                           | 3 : 0 | Wight |  |
| Lee Casciaro 21', '63 Al Greene 76' |       |       |  |

| 3. srpnja 2009.                                    |       |                    |  |
| Minorca                                            | 4 : 1 | Vanjski Hebridi    |  |
| Marc Pons 18' John Mercadal 36', '75 David Mas 90' |       | Hector MacPhee 56' |  |

| 3. srpnja 2009.                                                             |       |          |  |
| Rodos                                                                       | 4 : 0 | Ynys Môn |  |
| Theoharis Moshis 30' Eleftherios Mavromoustakos 37' Michail Manias 43', '84 |       |          |  |

| 2. srpnja 2009.     |       |                                             |  |
| Man                 | 1 : 2 | Åland                                       |  |
| Calum Morrissey 24' |       | Alexander Weckstrom 45' Jimmy Sundman 90+3' |  |

| 2. srpnja 2009. |       |                               |  |
| Guernsey        | 0 : 2 | Jersey                        |  |
|                 |       | Ross Crick 38' Mark Lucas 90' |  |

| 3. srpnja 2009. |       |                                                             |  |
| Man             | 0 : 5 | Guernsey                                                    |  |
|                 |       | Craig Young 34' Simon Tostevin 68', '86, '90 Ross Allen 83' |  |

| 3. srpnja 2009.   |       |                                        |  |
| Åland             | 1 : 2 | Jersey                                 |  |
| Andreas Bjork 84' |       | Jean-Paul Martyn 18' Chris Andrews 54' |  |

| Prvaci na Otočkim igrama 2007. |
| ------------------------------ |
| Jersey Treći naslov            |

| 5 pogodaka - Lee Casciaro - Ross Allen 4 pogotka - Pavia Mølgaard - David Mas 3 pogotka - Melvin McGinnes - Andreas Kraft - Dave Rihoy - Simon Tostevin - Stephen Glover - Calum Morrissey - Alexander Weckström - Leighton Flaws - Erik Thomson | 2 pogotka - Marc Evans - Donald Macphail - Niall Gibson - Hector Macphee - Joseph Chipolina - Jeremy Lopez - Al Greene - Peter Öhman - Peri Fleischer - Ross Crick - Mark Lucas - Alejandro Pérez Palliser - John Mercadal - Kevin Megson - Christopher Bass - David Greening - Andreas Björk - Eleftherios Mavromoustakos - Antonis Georgalis - Michail Manias - Sander Laht - Urmas Rajaver | 1 pogodak - Edward Rhys Roberts - David Angus Macmillan - John Morrison - Martin Maclean - Andrew Murray - Richard Meland - Martin Gaaso - Joran Adolfsen - Aaron Payas - Kenneth Budin - Björn Nyman - Emil Segerlund - Adrean Lindblom - Craig Young - Glyn Dyer - Sam Cochrane - Joby Bourgaize - Hans Knudsen - Kaali Lund Mathiassen - Jack McVey - Nick Hurt | - Aleksander Pezespolewski - Chris Elliott - Darren Powell - Petter Isaksson - David Welin - Simon Snickars - André Karring - Jimmy Sundman - Doug Clark - Mark Lennon - Wayne Clement - Duncan Bray - Russell Le Feuvre - Craig Russell - Jack Cannon - Jean-Paul Martyn - Chris Andrews - Pere Rodriguez Prats - Jordi Seguí - John Mercadal - José Barranco - Marc Pons - Gabriel Llabrés - Xipas Antunis - Savvas Pafiakis - Theoharis Moshis autogolovi - Richard Meland (za Guernsey) - Nick Hurt (za Malvinsko otočje) - Kristjan Leedo (za Wight) |

| Nogomet na Otočkim igrama                                                             | Nogomet na Otočkim igrama |
| ------------------------------------------------------------------------------------- | ------------------------- |
|                                                                                       |                           |
| 1989. • 1991. • 1993. • 1995. • 1997. • 1999. • 2001. • 2003. • 2005. • 2007. • 2009. |                           |

| Nogomet na Otočkim igrama                                                             | Nogomet na Otočkim igrama |
| ------------------------------------------------------------------------------------- | ------------------------- |
|                                                                                       |                           |
| 1989. • 1991. • 1993. • 1995. • 1997. • 1999. • 2001. • 2003. • 2005. • 2007. • 2009. |                           |

| Momčad           | Ut | Pb | N | Pz | Pos | Pri | RP | Bod |
| ---------------- | -- | -- | - | -- | --- | --- | -- | --- |
| Man              | 3  | 3  | 0 | 0  | 11  | 3   | +8 | 9   |
| Vanjski Hebridi  | 3  | 2  | 0 | 1  | 9   | 7   | +2 | 6   |
| Gotland          | 3  | 1  | 0 | 2  | 5   | 6   | -1 | 3   |
| Malvinsko otočje | 3  | 0  | 0 | 3  | 2   | 11  | -9 | 0   |

| 28. lipnja 2009.                          |       |                   |  |
| Vanjski Hebridi                           | 2 : 1 | Gotland           |  |
| David Angus Macmillan 5' Niall Gibson 90' |       | Kenneth Budin 49' |  |

| 28. lipnja 2009.   |       |                                         |  |
| Malvinsko otočje   | 1 : 2 | Man                                     |  |
| Nick Hurt 74' (ag) |       | Christopher Bass 22' Stephen Glover 62' |  |

| 29. lipnja 2009.                                                |       |                 |  |
| Man                                                             | 5 : 0 | Vanjski Hebridi |  |
| Christopher Bass 6', 65' Stephen Glover 16', 41' Jack McVey 90' |       |                 |  |

| 29. lipnja 2009.                         |       |                  |  |
| Gotland                                  | 2 : 0 | Malvinsko otočje |  |
| Andreas Kraft 55' Bjorn Nyman 80' (11 m) |       |                  |  |

| 30. lipnja 2009. |       |                  |  |
| Vanjski Hebridi | 7 : 1 | Malvinsko otočje |  |
| Niall Gibson 9' Hector Macphee 35' Donald Macphail 58', 88' John Morrison 73' (11 m) Martin Maclean 74' Andrew Murray 90' |       | Mark Lennon 49'  |  |

| 30. lipnja 2009.                                         |       |                    |  |
| Man                                                      | 4 : 2 | Gotland            |  |
| Callum Morrissey 19', 45' Kevin Megson 36' Nick Hurt 42' |       | Andreas Kraft 5' ? |  |

| 2. srpnja 2009.  |       |                                                        |  |
| Frøya            | 1 : 3 | Malvinsko otočje                                       |  |
| Wayne Clement 5' |       | Richard Meland 39' Martin Gaaso 52' Joran Adolfsen 68' |  |

| 2. srpnja 2009.            |       |                       |  |
| Shetlandski otoci          | 3 : 2 | Saaremaa              |  |
| Erik Thomson 33', 88', 91' |       | Umas Rajaver 42', 56' |  |

| 2. srpnja 2009.                                              |       |                                                   |  |
| Gotland                                                      | 4 : 3 | Grenland                                          |  |
| Peter Ohman 10', 15' Emil Segerlund 22' Andrean Lindblom 53' |       | Peri Fleischer 17', 68' Kaati Lund Mathiassen 44' |  |

| 3. srpnja 2009.                     |       |       |  |
| Gibraltar                           | 3 : 0 | Wight |  |
| Lee Casciaro 21', '63 Al Greene 76' |       |       |  |

| 3. srpnja 2009.                                    |       |                    |  |
| Minorca                                            | 4 : 1 | Vanjski Hebridi    |  |
| Marc Pons 18' John Mercadal 36', '75 David Mas 90' |       | Hector MacPhee 56' |  |

| 3. srpnja 2009.                                                             |       |          |  |
| Rodos                                                                       | 4 : 0 | Ynys Môn |  |
| Theoharis Moshis 30' Eleftherios Mavromoustakos 37' Michail Manias 43', '84 |       |          |  |

| 2. srpnja 2009.     |       |                                             |  |
| Man                 | 1 : 2 | Åland                                       |  |
| Calum Morrissey 24' |       | Alexander Weckstrom 45' Jimmy Sundman 90+3' |  |

| 2. srpnja 2009. |       |                               |  |
| Guernsey        | 0 : 2 | Jersey                        |  |
|                 |       | Ross Crick 38' Mark Lucas 90' |  |

| 3. srpnja 2009. |       |                                                             |  |
| Man             | 0 : 5 | Guernsey                                                    |  |
|                 |       | Craig Young 34' Simon Tostevin 68', '86, '90 Ross Allen 83' |  |

| 3. srpnja 2009.   |       |                                        |  |
| Åland             | 1 : 2 | Jersey                                 |  |
| Andreas Bjork 84' |       | Jean-Paul Martyn 18' Chris Andrews 54' |  |

| Prvaci na Otočkim igrama 2007. |
| ------------------------------ |
| Jersey Treći naslov            |

| 5 pogodaka - Lee Casciaro - Ross Allen 4 pogotka - Pavia Mølgaard - David Mas 3 pogotka - Melvin McGinnes - Andreas Kraft - Dave Rihoy - Simon Tostevin - Stephen Glover - Calum Morrissey - Alexander Weckström - Leighton Flaws - Erik Thomson | 2 pogotka - Marc Evans - Donald Macphail - Niall Gibson - Hector Macphee - Joseph Chipolina - Jeremy Lopez - Al Greene - Peter Öhman - Peri Fleischer - Ross Crick - Mark Lucas - Alejandro Pérez Palliser - John Mercadal - Kevin Megson - Christopher Bass - David Greening - Andreas Björk - Eleftherios Mavromoustakos - Antonis Georgalis - Michail Manias - Sander Laht - Urmas Rajaver | 1 pogodak - Edward Rhys Roberts - David Angus Macmillan - John Morrison - Martin Maclean - Andrew Murray - Richard Meland - Martin Gaaso - Joran Adolfsen - Aaron Payas - Kenneth Budin - Björn Nyman - Emil Segerlund - Adrean Lindblom - Craig Young - Glyn Dyer - Sam Cochrane - Joby Bourgaize - Hans Knudsen - Kaali Lund Mathiassen - Jack McVey - Nick Hurt | - Aleksander Pezespolewski - Chris Elliott - Darren Powell - Petter Isaksson - David Welin - Simon Snickars - André Karring - Jimmy Sundman - Doug Clark - Mark Lennon - Wayne Clement - Duncan Bray - Russell Le Feuvre - Craig Russell - Jack Cannon - Jean-Paul Martyn - Chris Andrews - Pere Rodriguez Prats - Jordi Seguí - John Mercadal - José Barranco - Marc Pons - Gabriel Llabrés - Xipas Antunis - Savvas Pafiakis - Theoharis Moshis autogolovi - Richard Meland (za Guernsey) - Nick Hurt (za Malvinsko otočje) - Kristjan Leedo (za Wight) |

| Nogomet na Otočkim igrama                                                             | Nogomet na Otočkim igrama |
| ------------------------------------------------------------------------------------- | ------------------------- |
|                                                                                       |                           |
| 1989. • 1991. • 1993. • 1995. • 1997. • 1999. • 2001. • 2003. • 2005. • 2007. • 2009. |                           |

| Nogomet na Otočkim igrama                                                             | Nogomet na Otočkim igrama |
| ------------------------------------------------------------------------------------- | ------------------------- |
|                                                                                       |                           |
| 1989. • 1991. • 1993. • 1995. • 1997. • 1999. • 2001. • 2003. • 2005. • 2007. • 2009. |                           |

| Momčad   | Ut | Pb | N | Pz | Pos | Pri | RP | Bod |
| -------- | -- | -- | - | -- | --- | --- | -- | --- |
| Jersey   | 3  | 3  | 0 | 0  | 6   | 1   | +7 | 9   |
| Rodos    | 3  | 2  | 0 | 1  | 5   | 1   | +4 | 6   |
| Wight    | 3  | 1  | 0 | 2  | 6   | 7   | -1 | 3   |
| Saaremaa | 3  | 0  | 0 | 3  | 1   | 9   | -8 | 0   |

| 28. lipnja 2009.                          |       |       |  |
| Rodos                                     | 2 : 0 | Wight |  |
| Savvas Pafiakis 79' Antonis Georgalis 90' |       |       |  |

| 28. lipnja 2009. |       |               |  |
| Saaremaa         | 0 : 1 | Jersey        |  |
|                  |       | Mark Lucas 9' |  |

| 29. lipnja 2009. |       |                |  |
| Jersey           | 1 : 0 | Rodos          |  |
|                  |       | Ross Crick 40' |  |

| 29. lipnja 2009.                                                                                   |       |                        |  |
| Wight                                                                                              | 5 : 1 | Saaremaa               |  |
| Kristjan Leedo 22' (ag) Alexander Pezepolewski 41' Chris Elliot 45' (11 m) David Greening 65', 90' |       | Sander Laht 49' (11 m) |  |

| 30. lipnja 2009.                                                       |       |          |  |
| Rodos                                                                  | 3 : 0 | Saaremaa |  |
| Xipas Antunis 16' Antonis Georgalis 17' Eleftherios Mavromoustakos 51' |       |          |  |

| 30. lipnja 2009.                                                              |       |                   |  |
| Jersey                                                                        | 4 : 1 | Wight             |  |
| Ross Crick 10' Russell Le Feuvre 78' Jack Cannon 85' (11 m) Craig Russell 90' |       | Darren Powell 33' |  |

| Momčad           | Ut | Pb | N | Pz | Pos | Pri | RP | Bod |
| ---------------- | -- | -- | - | -- | --- | --- | -- | --- |
| Man              | 3  | 3  | 0 | 0  | 11  | 3   | +8 | 9   |
| Vanjski Hebridi  | 3  | 2  | 0 | 1  | 9   | 7   | +2 | 6   |
| Gotland          | 3  | 1  | 0 | 2  | 5   | 6   | -1 | 3   |
| Malvinsko otočje | 3  | 0  | 0 | 3  | 2   | 11  | -9 | 0   |

| 28. lipnja 2009.                          |       |                   |  |
| Vanjski Hebridi                           | 2 : 1 | Gotland           |  |
| David Angus Macmillan 5' Niall Gibson 90' |       | Kenneth Budin 49' |  |

| 28. lipnja 2009.   |       |                                         |  |
| Malvinsko otočje   | 1 : 2 | Man                                     |  |
| Nick Hurt 74' (ag) |       | Christopher Bass 22' Stephen Glover 62' |  |

| 29. lipnja 2009.                                                |       |                 |  |
| Man                                                             | 5 : 0 | Vanjski Hebridi |  |
| Christopher Bass 6', 65' Stephen Glover 16', 41' Jack McVey 90' |       |                 |  |

| 29. lipnja 2009.                         |       |                  |  |
| Gotland                                  | 2 : 0 | Malvinsko otočje |  |
| Andreas Kraft 55' Bjorn Nyman 80' (11 m) |       |                  |  |

| 30. lipnja 2009. |       |                  |  |
| Vanjski Hebridi | 7 : 1 | Malvinsko otočje |  |
| Niall Gibson 9' Hector Macphee 35' Donald Macphail 58', 88' John Morrison 73' (11 m) Martin Maclean 74' Andrew Murray 90' |       | Mark Lennon 49'  |  |

| 30. lipnja 2009.                                         |       |                    |  |
| Man                                                      | 4 : 2 | Gotland            |  |
| Callum Morrissey 19', 45' Kevin Megson 36' Nick Hurt 42' |       | Andreas Kraft 5' ? |  |

| 2. srpnja 2009.  |       |                                                        |  |
| Frøya            | 1 : 3 | Malvinsko otočje                                       |  |
| Wayne Clement 5' |       | Richard Meland 39' Martin Gaaso 52' Joran Adolfsen 68' |  |

| 2. srpnja 2009.            |       |                       |  |
| Shetlandski otoci          | 3 : 2 | Saaremaa              |  |
| Erik Thomson 33', 88', 91' |       | Umas Rajaver 42', 56' |  |

| 2. srpnja 2009.                                              |       |                                                   |  |
| Gotland                                                      | 4 : 3 | Grenland                                          |  |
| Peter Ohman 10', 15' Emil Segerlund 22' Andrean Lindblom 53' |       | Peri Fleischer 17', 68' Kaati Lund Mathiassen 44' |  |

| 3. srpnja 2009.                     |       |       |  |
| Gibraltar                           | 3 : 0 | Wight |  |
| Lee Casciaro 21', '63 Al Greene 76' |       |       |  |

| 3. srpnja 2009.                                    |       |                    |  |
| Minorca                                            | 4 : 1 | Vanjski Hebridi    |  |
| Marc Pons 18' John Mercadal 36', '75 David Mas 90' |       | Hector MacPhee 56' |  |

| 3. srpnja 2009.                                                             |       |          |  |
| Rodos                                                                       | 4 : 0 | Ynys Môn |  |
| Theoharis Moshis 30' Eleftherios Mavromoustakos 37' Michail Manias 43', '84 |       |          |  |

| 2. srpnja 2009.     |       |                                             |  |
| Man                 | 1 : 2 | Åland                                       |  |
| Calum Morrissey 24' |       | Alexander Weckstrom 45' Jimmy Sundman 90+3' |  |

| 2. srpnja 2009. |       |                               |  |
| Guernsey        | 0 : 2 | Jersey                        |  |
|                 |       | Ross Crick 38' Mark Lucas 90' |  |

| 3. srpnja 2009. |       |                                                             |  |
| Man             | 0 : 5 | Guernsey                                                    |  |
|                 |       | Craig Young 34' Simon Tostevin 68', '86, '90 Ross Allen 83' |  |

| 3. srpnja 2009.   |       |                                        |  |
| Åland             | 1 : 2 | Jersey                                 |  |
| Andreas Bjork 84' |       | Jean-Paul Martyn 18' Chris Andrews 54' |  |

| Prvaci na Otočkim igrama 2007. |
| ------------------------------ |
| Jersey Treći naslov            |

| 5 pogodaka - Lee Casciaro - Ross Allen 4 pogotka - Pavia Mølgaard - David Mas 3 pogotka - Melvin McGinnes - Andreas Kraft - Dave Rihoy - Simon Tostevin - Stephen Glover - Calum Morrissey - Alexander Weckström - Leighton Flaws - Erik Thomson | 2 pogotka - Marc Evans - Donald Macphail - Niall Gibson - Hector Macphee - Joseph Chipolina - Jeremy Lopez - Al Greene - Peter Öhman - Peri Fleischer - Ross Crick - Mark Lucas - Alejandro Pérez Palliser - John Mercadal - Kevin Megson - Christopher Bass - David Greening - Andreas Björk - Eleftherios Mavromoustakos - Antonis Georgalis - Michail Manias - Sander Laht - Urmas Rajaver | 1 pogodak - Edward Rhys Roberts - David Angus Macmillan - John Morrison - Martin Maclean - Andrew Murray - Richard Meland - Martin Gaaso - Joran Adolfsen - Aaron Payas - Kenneth Budin - Björn Nyman - Emil Segerlund - Adrean Lindblom - Craig Young - Glyn Dyer - Sam Cochrane - Joby Bourgaize - Hans Knudsen - Kaali Lund Mathiassen - Jack McVey - Nick Hurt | - Aleksander Pezespolewski - Chris Elliott - Darren Powell - Petter Isaksson - David Welin - Simon Snickars - André Karring - Jimmy Sundman - Doug Clark - Mark Lennon - Wayne Clement - Duncan Bray - Russell Le Feuvre - Craig Russell - Jack Cannon - Jean-Paul Martyn - Chris Andrews - Pere Rodriguez Prats - Jordi Seguí - John Mercadal - José Barranco - Marc Pons - Gabriel Llabrés - Xipas Antunis - Savvas Pafiakis - Theoharis Moshis autogolovi - Richard Meland (za Guernsey) - Nick Hurt (za Malvinsko otočje) - Kristjan Leedo (za Wight) |

| Nogomet na Otočkim igrama                                                             | Nogomet na Otočkim igrama |
| ------------------------------------------------------------------------------------- | ------------------------- |
|                                                                                       |                           |
| 1989. • 1991. • 1993. • 1995. • 1997. • 1999. • 2001. • 2003. • 2005. • 2007. • 2009. |                           |

| Nogomet na Otočkim igrama                                                             | Nogomet na Otočkim igrama |
| ------------------------------------------------------------------------------------- | ------------------------- |
|                                                                                       |                           |
| 1989. • 1991. • 1993. • 1995. • 1997. • 1999. • 2001. • 2003. • 2005. • 2007. • 2009. |                           |

| Momčad           | Ut | Pb | N | Pz | Pos | Pri | RP | Bod |
| ---------------- | -- | -- | - | -- | --- | --- | -- | --- |
| Man              | 3  | 3  | 0 | 0  | 11  | 3   | +8 | 9   |
| Vanjski Hebridi  | 3  | 2  | 0 | 1  | 9   | 7   | +2 | 6   |
| Gotland          | 3  | 1  | 0 | 2  | 5   | 6   | -1 | 3   |
| Malvinsko otočje | 3  | 0  | 0 | 3  | 2   | 11  | -9 | 0   |

| 28. lipnja 2009.                          |       |                   |  |
| Vanjski Hebridi                           | 2 : 1 | Gotland           |  |
| David Angus Macmillan 5' Niall Gibson 90' |       | Kenneth Budin 49' |  |

| 28. lipnja 2009.   |       |                                         |  |
| Malvinsko otočje   | 1 : 2 | Man                                     |  |
| Nick Hurt 74' (ag) |       | Christopher Bass 22' Stephen Glover 62' |  |

| 29. lipnja 2009.                                                |       |                 |  |
| Man                                                             | 5 : 0 | Vanjski Hebridi |  |
| Christopher Bass 6', 65' Stephen Glover 16', 41' Jack McVey 90' |       |                 |  |

| 29. lipnja 2009.                         |       |                  |  |
| Gotland                                  | 2 : 0 | Malvinsko otočje |  |
| Andreas Kraft 55' Bjorn Nyman 80' (11 m) |       |                  |  |

| 30. lipnja 2009. |       |                  |  |
| Vanjski Hebridi | 7 : 1 | Malvinsko otočje |  |
| Niall Gibson 9' Hector Macphee 35' Donald Macphail 58', 88' John Morrison 73' (11 m) Martin Maclean 74' Andrew Murray 90' |       | Mark Lennon 49'  |  |

| 30. lipnja 2009.                                         |       |                    |  |
| Man                                                      | 4 : 2 | Gotland            |  |
| Callum Morrissey 19', 45' Kevin Megson 36' Nick Hurt 42' |       | Andreas Kraft 5' ? |  |

| 2. srpnja 2009.  |       |                                                        |  |
| Frøya            | 1 : 3 | Malvinsko otočje                                       |  |
| Wayne Clement 5' |       | Richard Meland 39' Martin Gaaso 52' Joran Adolfsen 68' |  |

| 2. srpnja 2009.            |       |                       |  |
| Shetlandski otoci          | 3 : 2 | Saaremaa              |  |
| Erik Thomson 33', 88', 91' |       | Umas Rajaver 42', 56' |  |

| 2. srpnja 2009.                                              |       |                                                   |  |
| Gotland                                                      | 4 : 3 | Grenland                                          |  |
| Peter Ohman 10', 15' Emil Segerlund 22' Andrean Lindblom 53' |       | Peri Fleischer 17', 68' Kaati Lund Mathiassen 44' |  |

| 3. srpnja 2009.                     |       |       |  |
| Gibraltar                           | 3 : 0 | Wight |  |
| Lee Casciaro 21', '63 Al Greene 76' |       |       |  |

| 3. srpnja 2009.                                    |       |                    |  |
| Minorca                                            | 4 : 1 | Vanjski Hebridi    |  |
| Marc Pons 18' John Mercadal 36', '75 David Mas 90' |       | Hector MacPhee 56' |  |

| 3. srpnja 2009.                                                             |       |          |  |
| Rodos                                                                       | 4 : 0 | Ynys Môn |  |
| Theoharis Moshis 30' Eleftherios Mavromoustakos 37' Michail Manias 43', '84 |       |          |  |

| 2. srpnja 2009.     |       |                                             |  |
| Man                 | 1 : 2 | Åland                                       |  |
| Calum Morrissey 24' |       | Alexander Weckstrom 45' Jimmy Sundman 90+3' |  |

| 2. srpnja 2009. |       |                               |  |
| Guernsey        | 0 : 2 | Jersey                        |  |
|                 |       | Ross Crick 38' Mark Lucas 90' |  |

| 3. srpnja 2009. |       |                                                             |  |
| Man             | 0 : 5 | Guernsey                                                    |  |
|                 |       | Craig Young 34' Simon Tostevin 68', '86, '90 Ross Allen 83' |  |

| 3. srpnja 2009.   |       |                                        |  |
| Åland             | 1 : 2 | Jersey                                 |  |
| Andreas Bjork 84' |       | Jean-Paul Martyn 18' Chris Andrews 54' |  |

| Prvaci na Otočkim igrama 2007. |
| ------------------------------ |
| Jersey Treći naslov            |

| 5 pogodaka - Lee Casciaro - Ross Allen 4 pogotka - Pavia Mølgaard - David Mas 3 pogotka - Melvin McGinnes - Andreas Kraft - Dave Rihoy - Simon Tostevin - Stephen Glover - Calum Morrissey - Alexander Weckström - Leighton Flaws - Erik Thomson | 2 pogotka - Marc Evans - Donald Macphail - Niall Gibson - Hector Macphee - Joseph Chipolina - Jeremy Lopez - Al Greene - Peter Öhman - Peri Fleischer - Ross Crick - Mark Lucas - Alejandro Pérez Palliser - John Mercadal - Kevin Megson - Christopher Bass - David Greening - Andreas Björk - Eleftherios Mavromoustakos - Antonis Georgalis - Michail Manias - Sander Laht - Urmas Rajaver | 1 pogodak - Edward Rhys Roberts - David Angus Macmillan - John Morrison - Martin Maclean - Andrew Murray - Richard Meland - Martin Gaaso - Joran Adolfsen - Aaron Payas - Kenneth Budin - Björn Nyman - Emil Segerlund - Adrean Lindblom - Craig Young - Glyn Dyer - Sam Cochrane - Joby Bourgaize - Hans Knudsen - Kaali Lund Mathiassen - Jack McVey - Nick Hurt | - Aleksander Pezespolewski - Chris Elliott - Darren Powell - Petter Isaksson - David Welin - Simon Snickars - André Karring - Jimmy Sundman - Doug Clark - Mark Lennon - Wayne Clement - Duncan Bray - Russell Le Feuvre - Craig Russell - Jack Cannon - Jean-Paul Martyn - Chris Andrews - Pere Rodriguez Prats - Jordi Seguí - John Mercadal - José Barranco - Marc Pons - Gabriel Llabrés - Xipas Antunis - Savvas Pafiakis - Theoharis Moshis autogolovi - Richard Meland (za Guernsey) - Nick Hurt (za Malvinsko otočje) - Kristjan Leedo (za Wight) |

| Nogomet na Otočkim igrama                                                             | Nogomet na Otočkim igrama |
| ------------------------------------------------------------------------------------- | ------------------------- |
|                                                                                       |                           |
| 1989. • 1991. • 1993. • 1995. • 1997. • 1999. • 2001. • 2003. • 2005. • 2007. • 2009. |                           |

| Nogomet na Otočkim igrama                                                             | Nogomet na Otočkim igrama |
| ------------------------------------------------------------------------------------- | ------------------------- |
|                                                                                       |                           |
| 1989. • 1991. • 1993. • 1995. • 1997. • 1999. • 2001. • 2003. • 2005. • 2007. • 2009. |                           |